# Tom Lehman
Thomas Edward Lehman (* 7. März 1959 in Austin, Minnesota) ist ein US-amerikanischer Profigolfer der PGA TOUR. Er gehört zum Kreis der Major Sieger und belegte im April 1997 für eine Woche den ersten Platz der Weltrangliste.

## Werdegang
Lehman wurde nach dem Besuch der University of Minnesota im Jahr 1982 Berufsgolfer. Von 1983 bis 1985 spielte er mit wenig Erfolg auf der PGA TOUR und musste die folgenden sechs Saisons auf kleinere Turnierserien in Asien, Südafrika und auf die zweitklassigen amerikanischen Ben Hogan Tour ausweichen. 1991 führte er dort jedoch die Geldrangliste an und qualifizierte sich für die PGA TOUR, der Lehman seit 1992 ununterbrochen angehört.
Seinen Karrierehöhepunkt hatte er 1996 mit dem Sieg bei der Open Championship. Unter seinen weiteren vier Siegen auf der PGA TOUR finden sich prominente Titel, wie die Tour Championship, das Memorial Tournament und das Colonial National Invitational.
Weltweit hat Lehman bislang insgesamt 28 Turniersiege eingefahren, er war je dreimal im Ryder Cup und im Presidents Cup Team der USA und vertrat sein Land zweimal im Dunhill Cup, sowie einmal im World Cup. 2006 war er Kapitän (non-playing captain) des US-amerikanischen Teams beim Ryder Cup.
Seit März 2009 ist Lehman auf der PGA Tour Champions spielberechtigt und war bei seinem ersten Antreten im April 2009 siegreich. In den Jahren 2011 und 2012 gewann er den Charles Schwab Cup und 2011 auch die Geldrangliste der Champions Tour.
Tom Lehman ist seit 1990 mit seiner Frau Melissa verheiratet. Die beiden haben vier Kinder und leben in Scottsdale, Arizona.

## PGA Tour Siege
- 1994: Memorial Tournament
- 1995: Colonial National Invitational
- 1996: The Open Championship, Tour Championship
- 2000: Phoenix Open

## PGA Tour Champions Siege
- 2009: Liberty Mutual Legends of Golf (mit Bernhard Langer)
- 2010: Senior PGA Championship
- 2011: Allianz Championship, Mississippi Gulf Resort Classic, Regions Tradition
- 2012: Regions Tradition, Charles Schwab Cup Championship
- 2014: Encompass Championship
- 2015: SAS Championship
- 2017: Tucson Conquistadores Classic
- 2018: Principal Charity Classic
- 2019: Mitsubishi Electric Championship at Hualalai

Major Championships sind fett gedruckt.

## Andere Turniersiege
- 1986: Waterloo Open Golf Classic
- 1989: Minnesota State Open
- 1990: Minnesota State Open, Ben Hogan Reflection Ridge (Ben Hogan Tour)
- 1991: Ben Hogan Gulf Coast Classic,  Ben Hogan South Carolina Classic,  Ben Hogan Santa Rosa Open (alle Ben Hogan Tour)
- 1993: Casio World Open (Japan Golf Tour)
- 1995: Hyundai Team Matches (mit Duffy Waldorf)
- 1996: Hyundai Team Matches (mit Duffy Waldorf), PGA Grand Slam of Golf, Skins Game
- 1997: Loch Lomond World Invitational (European Tour), Skins Game, Wendy’s Three-Tour Challenge
- 1999: Target World Challenge presented by Williams (USA – inoffizielles Event)
- 2000: Hyundai Team Matches (mit Duffy Waldorf)
- 2010: Argentine Masters
- 2011: MCB Tour Championship (European Seniors Tour)

## Teilnahmen an Teambewerben
- Ryder Cup: 1995, 1997, 1999 (Sieger); 2006 (non-playing captain)
- Presidents Cup: 1994 (Sieger), 1996 (Sieger), 2000 (Sieger)
- Alfred Dunhill Cup: 1999, 2000
- World Cup: 1996

## Resultate bei Major Championships
| Tournament            | 1986 | 1987 | 1988 | 1989 |
| --------------------- | ---- | ---- | ---- | ---- |
| Masters               | DNP  | DNP  | DNP  | DNP  |
| U.S. Open             | CUT  | CUT  | DNP  | DNP  |
| The Open Championship | DNP  | DNP  | DNP  | DNP  |
| PGA Championship      | DNP  | DNP  | DNP  | DNP  |

| Tournament        | 1990 | 1991 | 1992 | 1993 | 1994 | 1995 | 1996 | 1997 | 1998 | 1999 |
| ----------------- | ---- | ---- | ---- | ---- | ---- | ---- | ---- | ---- | ---- | ---- |
| Masters           | DNP  | DNP  | DNP  | T3   | 2    | 40   | T18  | T12  | CUT  | T31  |
| US Open           | CUT  | DNP  | T6   | T19  | T33  | 3    | T2   | 3    | T5   | T28  |
| Open Championship | DNP  | DNP  | DNP  | T59  | T24  | DNP  | 1    | T24  | CUT  | CUT  |
| PGA Championship  | DNP  | DNP  | DNP  | CUT  | T39  | CUT  | T14  | T10  | T29  | T34  |

| Tournament        | 2000 | 2001 | 2002 | 2003 | 2004 | 2005 | 2006 | 2007 | 2008 | 2009 |
| ----------------- | ---- | ---- | ---- | ---- | ---- | ---- | ---- | ---- | ---- | ---- |
| Masters           | 6    | T18  | CUT  | CUT  | DNP  | T13  | CUT  | DNP  | DNP  | DNP  |
| US Open           | T23  | T24  | T45  | DNP  | DNP  | CUT  | CUT  | DNP  | DNP  | T47  |
| Open Championship | T4   | CUT  | CUT  | T46  | CUT  | T23  | CUT  | T51  | T32  | T60  |
| PGA Championship  | WD   | CUT  | T29  | CUT  | DNP  | CUT  | CUT  | T69  | T42  | T60  |

| Tournament        | 2010 | 2011 | 2012 | 2013 | 2014 | 2015 | 2016 | 2017 | 2018 | 2019 | 2020 | 2021 |
| ----------------- | ---- | ---- | ---- | ---- | ---- | ---- | ---- | ---- | ---- | ---- | ---- | ---- |
| Masters           | DNP  | DNP  | DNP  | DNP  | DNP  | DNP  | DNP  | DNP  | DNP  | DNP  | DNP  | DNP  |
| US Open           | CUT  | DNP  | DNP  | DNP  | DNP  | DNP  | DNP  | DNP  | DNP  | DNP  | DNP  | DNP  |
| Open Championship | T14  | T22  | CUT  | T58  | DNP  | CUT  | DNP  | CUT  | CUT  | CUT  | •    | DNP  |
| PGA Championship  | T55  | DNP  | DNP  | DNP  | DNP  | DNP  | DNP  | DNP  | DNP  | DNP  | DNP  | DNP  |

DNP = nicht teilgenommen

CUT = Cut nicht geschafft

„T“ geteilte Platzierung

Grüner Hintergrund für Siege

Gelber Hintergrund für Top 10
• = nicht stattgefunden